# 伊里布斯灣
77°45′S 166°33′E / 77.750°S 166.550°E
伊里布斯灣（英語：Erebus Bay）是南極洲的海灣，位於羅斯島西部，處於埃文斯角和哈特角半島之間，該海灣由英國探險家羅伯特·斯科特發現，現時由南極條約體系管理。